# Francesco Toldo
Francesco Toldo (Padova, 2 dicembre 1971) è un ex calciatore italiano, di ruolo portiere, vicecampione d'Europa con la nazionale italiana nel 2000.
Considerato uno dei migliori portieri della sua generazione, a livello di club ha conquistato 5 scudetti, 5 Coppe Italia, 4 Supercoppe italiane e una UEFA Champions League. Al suo attivo anche la vittoria di un campionato italiano di Serie C1 e uno di Serie B.
Dopo aver vinto l'Europeo 1994 con l'Italia under 21, è entrato nel giro della nazionale maggiore, con cui ha preso parte a due Mondiali (Francia 1998 e Corea del Sud-Giappone 2002) e tre Europei (Inghilterra 1996, Belgio-Paesi Bassi 2000 e Portogallo 2004), totalizzando 28 presenze.
Inserito nella formazione ideale dell'Europeo 2000, nello stesso anno è stato premiato con l'Oscar del calcio AIC come miglior portiere della Serie A; sempre nel 2000 si è posizionato 3º nella classifica IFFHS dei migliori portieri dell'anno e 14º nella graduatoria del Pallone d'oro, premio al quale è stato candidato anche nel 2003.

## Biografia
Sposatosi con Manuela nel 2000, la coppia ha avuto due figli, Alessandro e Andrea, nati rispettivamente nel 2001 e nel 2005. Il secondo ha intrapreso la carriera da calciatore come attaccante nelle serie minori. Nel 2019 ha avuto una terza figlia dalla nuova compagna, Susanna.

## Caratteristiche tecniche
(Giovanni Galli)
Portiere affidabile ed essenziale negli interventi, era dotato di freddezza e personalità. Nonostante la stazza, era molto efficace nell'opporsi ai tiri rasoterra, denotando invece occasionali incertezze nelle uscite alte. Dapprima poco propenso a fronteggiare con successo i calci di rigore («erano il mio incubo»), ha gradualmente incrementato la propria abilità nel gesto tecnico, fino a divenirne uno specialista: emblematico, in tal senso, il suo exploit nella semifinale del campionato d'Europa 2000 contro i Paesi Bassi, partita in cui ha respinto tre penalty su sei. Abile anche coi piedi, ha avuto come modelli Giovanni Galli e Dino Zoff.

## Carriera

### Giocatore

#### Club

##### Gli inizi

Toldo al Ravenna nella stagione 1992-1993

Muove i primi passi nella società parrocchiale del suo paese, l'U.S.M.A. di Caselle di Selvazzano, disimpegnandosi con buoni risultati in diversi ruoli, prima di diventare portiere all'età di 11-12 anni.
Dopo essere stato scartato dal Padova, viene notato da Giancarlo Caporello e passa a giocare nelle giovanili del Montebelluna. Già molto prestante fisicamente, nel club veneto affina le proprie abilità tecniche e a 16 anni approda nella squadra giovanile del Milan, con cui vince lo scudetto Berretti. Ceduto in prestito al Verona per la stagione calcistica 1990-1991, non va oltre il ruolo di terzo portiere. Successivamente si trasferisce, sempre con la formula del prestito, al Trento nella Serie C2 1991-1992, giocando tutte le gare del campionato, arrivando al settimo posto e potendo vantare la seconda miglior difesa nel proprio girone A, quindi, nell’estate seguente, al Ravenna, che, già vincitore di quel raggruppamento della C2 ed essendo nel frattempo promosso nella Serie C1 1992-1993, otterrà un primo e storico salto di categoria nella Serie B 1993-1994, del quale Toldo è uno degli assoluti protagonisti. Per la società ravennate si trattò anche di una seconda promozione consecutiva.

##### Fiorentina
Durante la sessione estiva di calciomercato del 1993, Toldo si trasferisce alla Fiorentina, che militerà in quella stessa annata di Serie B ma da retrocessa, dapprima in prestito e poi, dal 1994, in comproprietà; gioca titolare fin dalla prima stagione, contribuendo con valide prestazioni alla promozione della squadra dalla Serie B, con la vittoria del torneo cadetto, alla Serie A. Esordisce nella stagione 1994-1995 proprio in quest'ultima competizione. Il 5 marzo 1995 subisce 8 gol (record per lui) nella gara giocata contro la Lazio all'Olimpico di Roma: «Mi venne il mal di schiena a forza di chinarmi per raccogliere il pallone in fondo al sacco».
Nel 1995 la Fiorentina decide di riscattare dal Milan l'intero cartellino del giocatore per 4 miliardi di lire. Grazie anche al suo contributo, la squadra viola si classifica terza in campionato e vince la Coppa Italia 1995-1996 (il primo trofeo per Toldo con il club toscano), seguita dalla Supercoppa italiana 1996, ottenuta battendo il Milan per 2-1. 
Fu peraltro la prima volta che una società calcistica italiana si aggiudicò, da detentrice della Coppa Italia, la Supercoppa.

Toldo alla Fiorentina nel 1999

Nella stagione 1999-2000, sotto la guida di Giovanni Trapattoni, esordisce in Champions League: nella prima gara della fase a gironi, il 14 settembre 1999, para un rigore a Nwankwo Kanu, consentendo alla propria squadra di chiudere la partita sullo 0-0; nel retour match del 27 ottobre, vinto 0-1, è nuovamente decisivo su un tiro a colpo sicuro di Kanu, compiendo un intervento annoverato fra i più belli nella storia del calcio e giudicato dallo stesso Toldo il migliore della sua carriera. In virtù dell'ottima stagione, Toldo viene convocato per il campionato d'Europa 2000 e, alla fine dell'anno solare, si posiziona 14º nella classifica del Pallone d'oro e 3º in quella del Miglior portiere dell'anno IFFHS.
Nella stagione 2000-2001, la Fiorentina non riesce a imporsi in campionato e, nel mese di marzo, complici i pessimi risultati, il tecnico Fatih Terim viene sostituito da Roberto Mancini, che conquista la sesta Coppa Italia della storia viola (la seconda personale per Toldo).
Al termine di questa stagione, la Fiorentina di Cecchi Gori, in gravi difficoltà finanziarie, è costretta a mettere sul mercato alcuni dei suoi giocatori più rappresentativi: Toldo è dunque ceduto al Parma insieme al compagno di squadra Rui Costa, ma entrambi i giocatori rifiutano di firmare il contratto con il club emiliano, preferendo valutare altre possibilità.

##### Inter

###### 2001-2004: i successi sfiorati

Toldo difende la porta dell'Inter nel precampionato 2001-2002.

Dopo il mancato trasferimento al Parma, viene acquistato dall'Inter per 55 miliardi di lire, cifra che lo rende il portiere più costoso nella storia del club meneghino. Durante la prima stagione contribuisce al raggiungimento delle semifinali di Coppa UEFA, mentre in campionato i nerazzurri chiudono al terzo posto: decisiva in negativo è la sconfitta con la Lazio, che fa perdere ai milanesi il primo posto a favore di Juventus e Roma.
Nel campionato seguente è protagonista del derby d'Italia del 19 ottobre 2002: nei minuti finali, con l'Inter sotto di un gol, si spinge in avanti in occasione di un calcio d'angolo e indirizza in porta il pallone, poi deviato in rete da Christian Vieri. Il campionato termina con il secondo posto, alle spalle dei bianconeri. In Champions League l'Inter raggiunge le semifinali, grazie anche all'eccellente prestazione di Toldo nel ritorno dei quarti con il Valencia. I nerazzurri vengono eliminati dal Milan dopo due pareggi, per la regola dei gol in trasferta. A fine anno, Toldo si posiziona ventiduesimo nella classifica del Pallone d'oro.

Toldo, spintosi in attacco nei concitati minuti di recupero, esulta per la rete del pareggio di Vieri nel derby d'Italia del 19 ottobre 2002.

L'Inter incappa poi in una stagione negativa, durante la quale il tecnico Héctor Cúper viene sostituito da Alberto Zaccheroni. Il rendimento di Toldo risulta altalenante: il portiere si distingue infatti per degli ottimi interventi, tra cui un rigore parato a Thierry Henry nel 3-0 in casa dell'Arsenal (prima affermazione di un'italiana sul campo dei Gunners), ma anche per diverse incertezze. A conclusione di un'annata sofferta, i nerazzurri ottengono il quarto posto e l'ingresso in Champions League.

###### 2004-2010: dalla prima Coppa Italia altreble
Nel 2004 l'Inter affida la sua conduzione tecnica a Roberto Mancini. Dopo un inizio di stagione non esaltante, che spinge l'allenatore a schierare, in qualche occasione, il portiere di riserva Alberto Fontana, Toldo recupera il posto in squadra e vince il suo primo titolo con la maglia dell'Inter, la Coppa Italia.
All'inizio dell'annata successiva si aggiudica da titolare la Supercoppa italiana, ma è in seguito retrocesso al ruolo di secondo portiere alle spalle del brasiliano Júlio César. Partecipa comunque al ciclo di successi dell'era Mancini (tre campionati, un'altra Coppa Italia e un'ulteriore Supercoppa italiana), venendo impiegato con discreta frequenza in Coppa Italia.

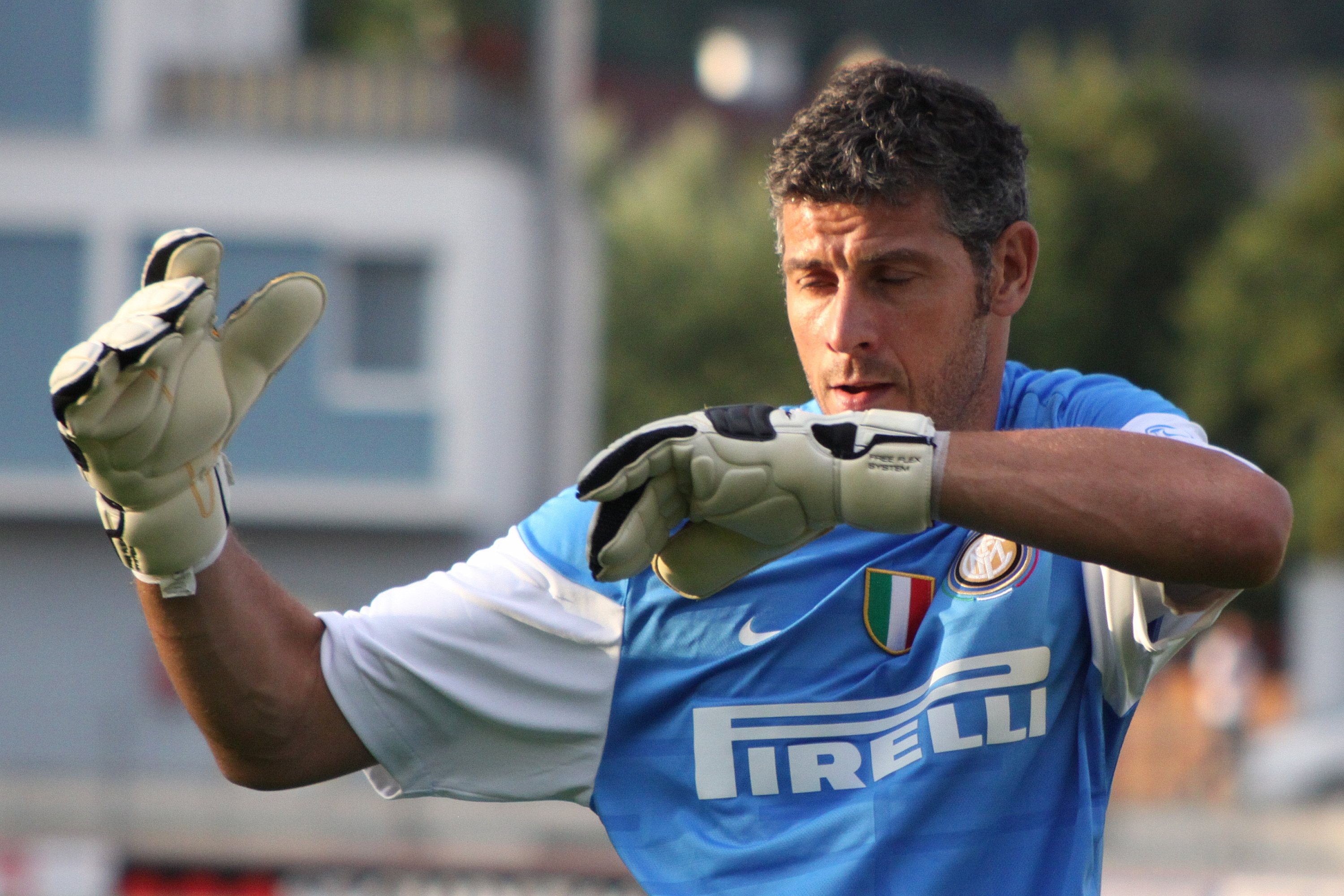
Toldo in allenamento con l'Inter nel 2009

Dopo un vittorioso quadriennio, Mancini è sostituito da José Mourinho, il quale a sua volta schiera raramente il portiere italiano, pur esprimendogli la propria stima. Toldo ha comunque modo di ampliare il proprio palmarès, vincendo due scudetti e un'altra coppa nazionale; vince inoltre la Champions League, unico trofeo internazionale della carriera. Nell'estate 2010, a 38 anni, annuncia il proprio ritiro dall'attività agonistica.

#### Nazionale

##### Nazionali giovanili
Nel 1993 disputa con l'Italia olimpica guidata da Cesare Maldini i XII Giochi del Mediterraneo: scende in campo da titolare nelle 4 partite giocate dall'Italia, dal 2-0 del 17 giugno sul Marocco alla finale per il terzo posto persa 2-1 con la Francia.
Il 22 settembre dello stesso anno debutta in Under-21 nell'amichevole contro la Danimarca, battuta 1-0. Con gli azzurrini totalizza 8 presenze e vince da titolare il campionato d'Europa 1994, sempre agli ordini del commissario tecnico Maldini: nella semifinale contro la Francia è decisivo ai tiri di rigore, parando il penalty di Claude Makélélé.

##### Nazionale maggiore

###### 1995-1998
Convocato in nazionale maggiore da Arrigo Sacchi, esordisce l'8 ottobre 1995, a 23 anni, nella gara contro la Croazia valida per le qualificazioni al campionato d'Europa 1996; per questo match è inizialmente Luca Bucci il titolare designato, il quale tuttavia si fa espellere dall'arbitro dopo dieci minuti dal fischio d'inizio, così è Toldo a essere chiamato in causa, giocando un'ottima partita. Le sue buone prestazioni durante la stagione convincono Sacchi a convocarlo come secondo portiere per l'Europeo, dietro al numero 1 Angelo Peruzzi.
Con il nuovo tecnico Cesare Maldini, Toldo viene dapprima confermato come vice-Peruzzi, salvo poi essere scavalcato nelle gerarchie da Gianluca Pagliuca e Gianluigi Buffon, rispettivamente convocati come secondo e terzo portiere per il campionato del mondo 1998; inizialmente escluso dalla spedizione azzurra, Toldo parteciperà comunque al torneo come terzo portiere per via dell'infortunio occorso in extremis al titolare Peruzzi (ereditando peraltro la maglia numero 1 di quest'ultimo nonostante il ruolo di riserva).

###### 1998-2004
(Toldo sulla sua prestazione nella semifinale di Euro 2000 fra Italia e Paesi Bassi, 2008)

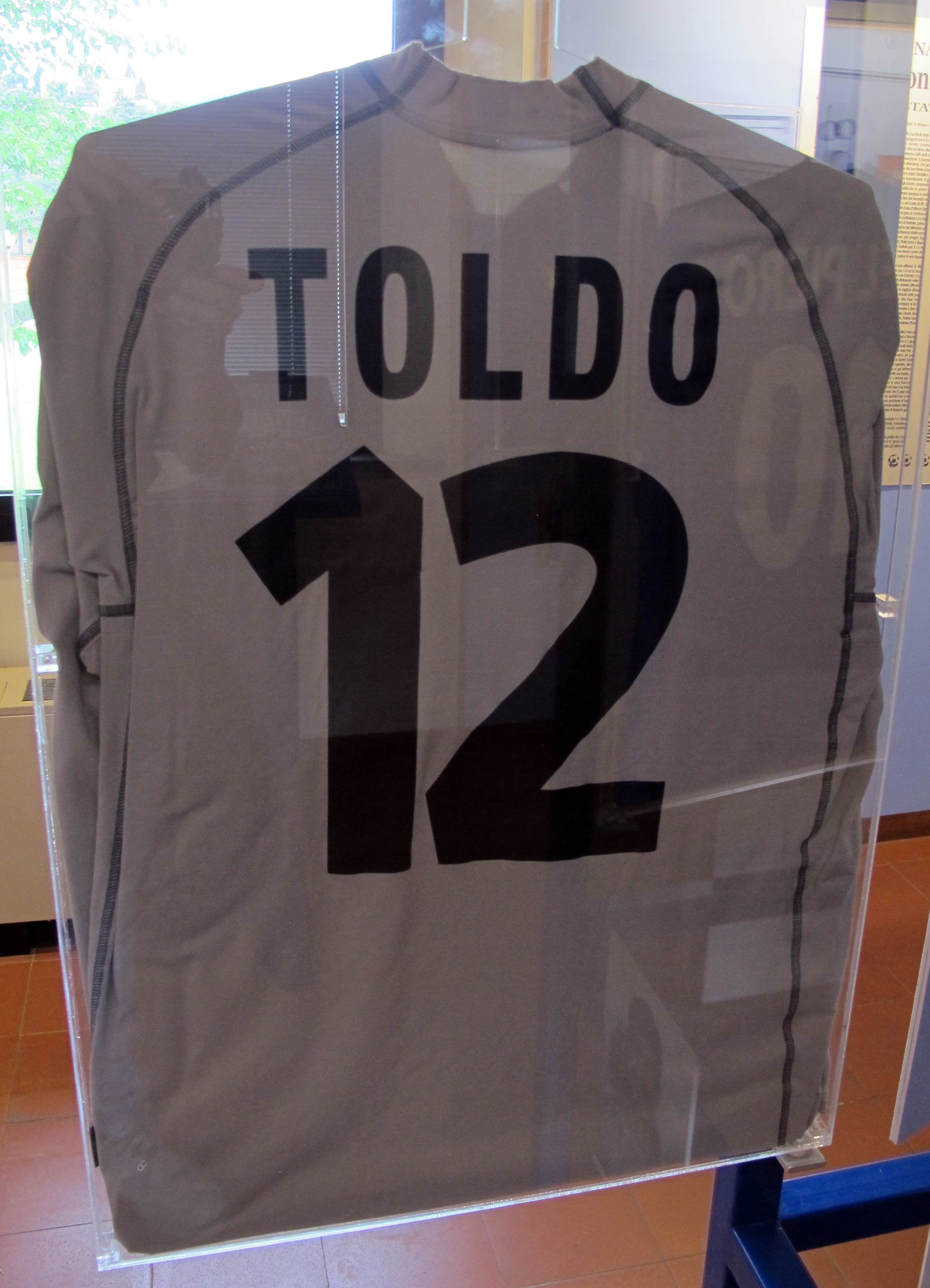
La maglia indossata da Toldo durante il campionato d'Europa 2000

Al termine del Mondiale, la panchina azzurra viene affidata a Dino Zoff, che congeda prima Pagliuca e poi Peruzzi, assegnando la maglia numero 1 a Buffon; Toldo diviene stabilmente la prima riserva e viene convocato come secondo portiere per il campionato d'Europa 2000: tuttavia, a causa dell'infortunio occorso al titolare alla vigilia della competizione, sarà lui a difendere la porta azzurra durante il torneo continentale. Esordisce nella competizione l'11 giugno contro la Turchia. Nella semifinale contro i padroni di casa dei Paesi Bassi giocata all'Amsterdam Arena, Toldo risulta il protagonista della serata: nel primo tempo para un rigore a Frank de Boer e, dopo la fine dei tempi regolamentari e di quelli supplementari, spiana la strada per la vittoria italiana ai tiri di rigore neutralizzando i penalty di De Boer, ancora, e Paul Bosvelt. La nazionale italiana perde poi la finale per 2-1 contro la Francia al golden goal, ma Toldo viene comunque inserito dalla commissione tecnica dell'UEFA nella lista dei migliori giocatori dell'edizione.
L'eccellente Europeo disputato consente a Toldo, all'inizio della gestione Trapattoni, di entrare in competizione con Buffon per un posto da titolare, ma una volta ristabilitosi dall'infortunio il più giovane collega riconquisterà stabilmente la titolarità. Toldo resta dunque nel giro azzurro come «secondo di lusso», non troppo distante dal titolare nelle gerarchie, e in questa veste partecipa al campionato del mondo 2002.
La sua posizione di vice-Buffon inizia a scricchiolare in prossimità del campionato d'Europa 2004: la convocazione dell'esperto Peruzzi per la fase finale del torneo alimenterà dubbi su chi, tra lui e Toldo, fosse il secondo portiere nelle intenzioni del CT. Al termine di una spedizione deludente, in cui l'Italia non supera la fase a gironi, Toldo annuncia il ritiro dalla nazionale; successivamente si dichiarerà disponibile ad accettare, in caso di necessità, eventuali ulteriori convocazioni, ma l'amichevole contro la Rep. Ceca del 18 febbraio 2004 resterà la sua ultima gara in maglia azzurra, con cui ha totalizzato 28 presenze subendo 15 reti.

### Dopo il ritiro
Nel 2010, conclusa la carriera da calciatore, ha fatto il suo ingresso nelle file dirigenziali dell'Inter collaborando ai progetti Inter Campus e Inter Forever, di cui diventa responsabile.
Il 29 agosto 2011 diventa preparatore dei portieri della Italia U-20, allenata dall'ex compagno di squadra Luigi Di Biagio. Nel 2013 segue Di Biagio con il medesimo incarico nell'Italia U-21, ruolo che ricopre fino al 2015.

## Statistiche

### Presenze e reti nei club
| Stagione          | Squadra           | Campionato        | Campionato | Campionato | Coppe nazionali | Coppe nazionali | Coppe nazionali | Coppe continentali | Coppe continentali | Coppe continentali | Altre coppe | Altre coppe | Altre coppe | Totale | Totale |
| Stagione          | Squadra           | Comp              | Pres       | Reti       | Comp            | Pres            | Reti            | Comp               | Pres               | Reti               | Comp        | Pres        | Reti        | Pres   | Reti   |
| ----------------- | ----------------- | ----------------- | ---------- | ---------- | --------------- | --------------- | --------------- | ------------------ | ------------------ | ------------------ | ----------- | ----------- | ----------- | ------ | ------ |
| 1988-1989         | Milan             | A                 | 0          | 0          | CI              | 0               | 0               | UCL                | 0                  | 0                  | -           | -           | -           | 0      | 0      |
| 1989-1990         | Milan             | A                 | 0          | 0          | CI              | 0               | 0               | UCL                | 0                  | 0                  | SU+CInt     | 0           | 0           | 0      | 0      |
| Totale Milan      | Totale Milan      | Totale Milan      | 0          | 0          |                 | 0               | 0               |                    | 0                  | 0                  |             | 0           | 0           | 0      | 0      |
| 1990-1991         | Verona            | B                 | 0          | 0          | CI              | 0               | 0               | -                  | -                  | -                  | -           | -           | -           | 0      | 0      |
| 1991-1992         | Trento            | C2                | 38         | -24        | CI-C            | 0               | 0               | -                  | -                  | -                  | -           | -           | -           | 38     | -24    |
| 1992-1993         | Ravenna           | C1                | 31         | -21        | CI-C            | 0               | 0               | -                  | -                  | -                  | -           | -           | -           | 31     | -21    |
| 1993-1994         | Fiorentina        | B                 | 33         | -14        | CI              | 5               | -2              | -                  | -                  | -                  | CAI         | 1           | 0           | 39     | -16    |
| 1994-1995         | Fiorentina        | A                 | 34         | -56        | CI              | 5               | -6              | -                  | -                  | -                  | -           | -           | -           | 39     | -62    |
| 1995-1996         | Fiorentina        | A                 | 34         | -41        | CI              | 8               | -3              | -                  | -                  | -                  | -           | -           | -           | 42     | -44    |
| 1996-1997         | Fiorentina        | A                 | 32         | -40        | CI              | 2               | -4              | CdC                | 8                  | -7                 | SI          | 1           | -1          | 43     | -52    |
| 1997-1998         | Fiorentina        | A                 | 34         | -36        | CI              | 3               | -4              | -                  | -                  | -                  | -           | -           | -           | 37     | -40    |
| 1998-1999         | Fiorentina        | A                 | 33         | -39        | CI              | 10              | -8              | CU                 | 4                  | -4                 | -           | -           | -           | 47     | -51    |
| 1999-2000         | Fiorentina        | A                 | 34         | -38        | CI              | 3               | -1              | UCL                | 13                 | -14                | -           | -           | -           | 50     | -53    |
| 2000-2001         | Fiorentina        | A                 | 32         | -48        | CI              | 6               | -3              | CU                 | 2                  | -5                 | -           | -           | -           | 40     | -56    |
| Totale Fiorentina | Totale Fiorentina | Totale Fiorentina | 266        | -312       |                 | 42              | -31             |                    | 27                 | -30                |             | 2           | -1          | 337    | -374   |
| 2001-2002         | Inter             | A                 | 33         | -35        | CI              | 1               | -2              | CU                 | 9                  | -7                 | -           | -           | -           | 43     | -44    |
| 2002-2003         | Inter             | A                 | 32         | -37        | CI              | 1               | -2              | UCL                | 18                 | -19                | -           | -           | -           | 51     | -58    |
| 2003-2004         | Inter             | A                 | 32         | -35        | CI              | 2               | -2              | UCL+CU             | 6+5                | -11+-6             | -           | -           | -           | 45     | -54    |
| 2004-2005         | Inter             | A                 | 30         | -28        | CI              | 2               | 0               | UCL                | 9                  | -11                | -           | -           | -           | 41     | -39    |
| 2005-2006         | Inter             | A                 | 9          | -5         | CI              | 4               | -1              | UCL                | 5                  | -5                 | SI          | 1           | 0           | 19     | -11    |
| 2006-2007         | Inter             | A                 | 6          | -4         | CI              | 8               | -7              | UCL                | 2                  | -2                 | SI          | 1           | -3          | 17     | -16    |
| 2007-2008         | Inter             | A                 | 3          | -1         | CI              | 5               | -6              | UCL                | 0                  | 0                  | SI          | 0           | 0           | 8      | -7     |
| 2008-2009         | Inter             | A                 | 3          | -4         | CI              | 3               | -5              | UCL                | 1                  | 0                  | SI          | 0           | 0           | 7      | -9     |
| 2009-2010         | Inter             | A                 | 0          | 0          | CI              | 3               | -1              | UCL                | 0                  | 0                  | SI          | 0           | 0           | 3      | -1     |
| Totale Inter      | Totale Inter      | Totale Inter      | 147        | -149       |                 | 29              | -27             |                    | 54                 | -55                |             | 2           | -3          | 234    | -239   |
| Totale carriera   | Totale carriera   | Totale carriera   | 482        | -506       |                 | 77              | -66             |                    | 88                 | -84                |             | 4           | -4          | 639    | -658   |

### Cronologia presenze e reti in nazionale
| Cronologia completa delle presenze e delle reti in nazionale ― Italia | Cronologia completa delle presenze e delle reti in nazionale ― Italia | Cronologia completa delle presenze e delle reti in nazionale ― Italia | Cronologia completa delle presenze e delle reti in nazionale ― Italia | Cronologia completa delle presenze e delle reti in nazionale ― Italia | Cronologia completa delle presenze e delle reti in nazionale ― Italia | Cronologia completa delle presenze e delle reti in nazionale ― Italia | Cronologia completa delle presenze e delle reti in nazionale ― Italia |
| Data                                                                  | Città                                                                 | In casa                                                               | Risultato                                                             | Ospiti                                                                | Competizione                                                          | Reti                                                                  | Note                                                                  |
| --------------------------------------------------------------------- | --------------------------------------------------------------------- | --------------------------------------------------------------------- | --------------------------------------------------------------------- | --------------------------------------------------------------------- | --------------------------------------------------------------------- | --------------------------------------------------------------------- | --------------------------------------------------------------------- |
| 8-10-1995                                                             | Spalato                                                               | Croazia                                                               | 1 – 1                                                                 | Italia                                                                | Qual. Euro 1996                                                       | -1                                                                    |                                                                       |
| 24-1-1996                                                             | Terni                                                                 | Italia                                                                | 3 – 0                                                                 | Galles                                                                | Amichevole                                                            | -                                                                     |                                                                       |
| 1-6-1996                                                              | Budapest                                                              | Ungheria                                                              | 0 – 2                                                                 | Italia                                                                | Amichevole                                                            | -                                                                     |                                                                       |
| 5-10-1996                                                             | Chișinău                                                              | Moldavia                                                              | 1 – 3                                                                 | Italia                                                                | Qual. Mondiali 1998                                                   | -1                                                                    |                                                                       |
| 9-10-1996                                                             | Perugia                                                               | Italia                                                                | 1 – 0                                                                 | Georgia                                                               | Qual. Mondiali 1998                                                   | -                                                                     |                                                                       |
| 6-11-1996                                                             | Sarajevo                                                              | Bosnia ed Erzegovina                                                  | 2 – 1                                                                 | Italia                                                                | Amichevole                                                            | -2                                                                    |                                                                       |
| 26-4-2000                                                             | Reggio Calabria                                                       | Italia                                                                | 2 – 0                                                                 | Portogallo                                                            | Amichevole                                                            | -                                                                     |                                                                       |
| 3-6-2000                                                              | Oslo                                                                  | Norvegia                                                              | 1 – 0                                                                 | Italia                                                                | Amichevole                                                            | -                                                                     |                                                                       |
| 11-6-2000                                                             | Arnhem                                                                | Turchia                                                               | 1 – 2                                                                 | Italia                                                                | Euro 2000 - 1º turno                                                  | -1                                                                    |                                                                       |
| 14-6-2000                                                             | Bruxelles                                                             | Italia                                                                | 2 – 0                                                                 | Belgio                                                                | Euro 2000 - 1º turno                                                  | -                                                                     |                                                                       |
| 19-6-2000                                                             | Eindhoven                                                             | Italia                                                                | 2 – 1                                                                 | Svezia                                                                | Euro 2000 - 1º turno                                                  | -1                                                                    |                                                                       |
| 24-6-2000                                                             | Bruxelles                                                             | Italia                                                                | 2 – 0                                                                 | Romania                                                               | Euro 2000 - Quarti di finale                                          | -                                                                     |                                                                       |
| 29-6-2000                                                             | Amsterdam                                                             | Italia                                                                | 0 – 0 dts (3 - 1 dtr)                                                 | Paesi Bassi                                                           | Euro 2000 - Semifinale                                                | -                                                                     | 38’                                                                   |
| 2-7-2000                                                              | Rotterdam                                                             | Francia                                                               | 2 – 1 gg                                                              | Italia                                                                | Euro 2000 - Finale                                                    | -2                                                                    | 2º Posto                                                              |
| 3-9-2000                                                              | Budapest                                                              | Ungheria                                                              | 2 – 2                                                                 | Italia                                                                | Qual. Mondiali 2002                                                   | -2                                                                    |                                                                       |
| 7-10-2000                                                             | Milano                                                                | Italia                                                                | 3 – 0                                                                 | Romania                                                               | Qual. Mondiali 2002                                                   | -                                                                     |                                                                       |
| 11-10-2000                                                            | Ancona                                                                | Italia                                                                | 2 – 0                                                                 | Georgia                                                               | Qual. Mondiali 2002                                                   | -                                                                     |                                                                       |
| 25-4-2001                                                             | Perugia                                                               | Italia                                                                | 1 – 0                                                                 | Sudafrica                                                             | Amichevole                                                            | -                                                                     |                                                                       |
| 5-9-2001                                                              | Piacenza                                                              | Italia                                                                | 1 – 0                                                                 | Marocco                                                               | Amichevole                                                            | -                                                                     |                                                                       |
| 13-2-2002                                                             | Catania                                                               | Italia                                                                | 1 – 0                                                                 | Stati Uniti                                                           | Amichevole                                                            | -                                                                     |                                                                       |
| 17-4-2002                                                             | Milano                                                                | Italia                                                                | 1 – 1                                                                 | Uruguay                                                               | Amichevole                                                            | -1                                                                    | 46’                                                                   |
| 18-5-2002                                                             | Praga                                                                 | Rep. Ceca                                                             | 1 – 0                                                                 | Italia                                                                | Amichevole                                                            | -                                                                     | 46’                                                                   |
| 20-11-2002                                                            | Pescara                                                               | Italia                                                                | 1 – 1                                                                 | Turchia                                                               | Amichevole                                                            | -                                                                     | 46’                                                                   |
| 12-2-2003                                                             | Genova                                                                | Italia                                                                | 1 – 0                                                                 | Portogallo                                                            | Amichevole                                                            | -                                                                     | 46’                                                                   |
| 3-6-2003                                                              | Campobasso                                                            | Italia                                                                | 2 – 0                                                                 | Irlanda del Nord                                                      | Amichevole                                                            | -                                                                     |                                                                       |
| 12-11-2003                                                            | Varsavia                                                              | Polonia                                                               | 3 – 1                                                                 | Italia                                                                | Amichevole                                                            | -3                                                                    |                                                                       |
| 16-11-2003                                                            | Ancona                                                                | Italia                                                                | 1 – 0                                                                 | Romania                                                               | Amichevole                                                            | -                                                                     | 46’                                                                   |
| 18-2-2004                                                             | Palermo                                                               | Italia                                                                | 2 – 2                                                                 | Rep. Ceca                                                             | Amichevole                                                            | -1                                                                    | 46’                                                                   |
| Totale                                                                |                                                                       | Presenze                                                              | 28                                                                    |                                                                       | Reti                                                                  | -15                                                                   |                                                                       |

## Palmarès

### Club

#### Competizioni nazionali
- Campionato italiano di Serie C1: 1

Ravenna: 1992-1993 (girone A)
- Campionato italiano di Serie B: 1

Fiorentina: 1993-1994
- Coppa Italia: 5

Fiorentina: 1995-1996, 2000-2001
Inter: 2004-2005, 2005-2006, 2009-2010
- Supercoppa italiana: 4

Fiorentina: 1996
Inter: 2005, 2006, 2008
- Campionato italiano: 5

Inter: 2005-2006, 2006-2007, 2007-2008, 2008-2009, 2009-2010

#### Competizioni internazionali
- UEFA Champions League: 1

Inter: 2009-2010

### Nazionale
- Campionato d'Europa Under-21: 1

Francia 1994

### Individuale
- Squadra del Torneo UEFA degli Europei: 1

Belgio-Paesi Bassi 2000
- Miglior portiere del campionato d'Europa: 1

Belgio-Paesi Bassi 2000
- Oscar del calcio AIC: 1

Migliore portiere: 2000
- ESM Team of the Year: 1

2001-2002
- Inserito nella Hall of Fame dell'Inter nella categoria Portieri

2019

### Videografia
- Gol Parade: episodio 13, Le parate più belle di sempre, La Gazzetta dello Sport, Logos TV, RCS Quotidiani, 2002.